# Fiat G.49
Il Fiat G.49 era un monoplano monomotore da addestramento sviluppato dall'azienda aeronautica italiana Fiat Aviazione nei primi anni cinquanta e rimasto allo stadio di prototipo.
Realizzato per rispondere ad una specifica emanata dall'Aeronautica Militare, dopo la valutazione non riuscì ad ottenere alcuna commissione ed il suo sviluppo venne interrotto.

## Storia del progetto
Nei primi anni cinquanta l'Aeronautica Militare si trovò a pianificare la sostituzione dello statunitense North American T-6 Texan in uso all'epoca nelle scuole di volo nel ruolo di addestratore avanzato (o di secondo periodo), ottenuto a basso costo come materiale in surplus dopo il termine della seconda guerra mondiale per ricostituire il parco velivoli compromesso dall'esito del conflitto.
A tale scopo venne emessa una specifica relativa alla fornitura di un modello di similari caratteristiche alla quale risposero l'Aeronautica Macchi, la Società Rinaldo Piaggio e la Fiat Aviazione proponendo rispettivamente l'Aermacchi MB.323, il Piaggio P.150 ed il Fiat G.49.
La Fiat affidò il progetto al proprio capo ufficio tecnico, l'ingegnere Giuseppe Gabrielli, il quale disegnò un velivolo dall'impostazione classica che riproponeva nelle linee generali quella del T-6 Texan: un monomotore in configurazione traente, di costruzione interamente metallica, realizzato con ampio uso in leghe leggere. La fusoliera aveva il motore radiale azionante un'elica bipala collocato sul muso e terminava in un piano di coda tradizionale dall'impennaggio monoderiva. La configurazione alare era monoplana con ala a sbalzo posizionata bassa sulla fusoliera, la cabina di pilotaggio era in posizione alta e centrale a due posti in tandem, dotata di doppi comandi per il pilota e l'istruttore di volo e il carrello d'atterraggio era tipo classico o biciclo, con i due elementi anteriori retrattili completati da un ruotino d'appoggio posteriore. Come negli altri aerei in concorso, la visibilità per pilota ed istruttore veniva migliorata mediante una cappottina più moderna rispetto a quella del velivolo da sostituire.
Venne inizialmente avviata la costruzione di due prototipi, il G.49-1, equipaggiato con un motore radiale britannico Alvis Leonides 502/4 Mk.24 da 570 hp (425 kW), ed il G.49-2, motorizzato con il radiale statunitense Pratt & Whitney R-1340S3H1 da circa 600 hp. Quest'ultimo fu immatricolato dall'azienda con marche I-FIAT quindi portato in volo per la prima volta nel settembre 1952. In seguito venne preso in carico dall'Aeronautica Militare dove gli venne assegnata la Matricola Militare 556, venendo quindi inviato al Reparto Sperimentale di Volo all'epoca basato sull'aeroporto di Guidonia per la valutazione, ma questo e gli altri tipi testati, malgrado presentassero caratteristiche interessanti, non risultarono particolarmente superiori al T-6 già ampiamente in uso, che montava lo stesso motore ed oltretutto continuava ad essere proposto a basso costo sul mercato, per cui non si concretizzò alcun ordine per nessuno dei tipi in concorso.
L'unico prototipo rimasto venne quindi accantonato in un hangar, quindi trasferito a Torino ed in seguito a Vigna di Valle.

## Versioni
G.49-1versione dotata di un motore radiale Alvis Leonides 502/4 Mk.24 da 570 hp (425 kW), prodotto in un solo esemplare.
G.49-2versione dotata di un motore radiale Pratt & Whitney R-1340 da 610 hp (455 kW).

## Utilizzatori
Italia
- Aeronautica Militare

utilizzato solo per prove di valutazione.